# Championnats d'Allemagne de cyclo-cross
Les championnats d'Allemagne de cyclo-cross sont des compétitions de cyclo-cross organisées annuellement afin de décerner les titres de champion d'Allemagne de cyclo-cross.
Les premiers championnats ont été disputés en 1954. Rolf Wolfshohl détient le record de victoires chez les hommes avec 14 titres. Une compétition féminine est organisée depuis 2000. Hanka Kupfernagel s'y est imposée à onze reprises.

## Palmarès masculin

### Élites
| Année | Vainqueur              | Deuxième            | Troisième              |
| ----- | ---------------------- | ------------------- | ---------------------- |
| 1954  | Emil Reinecke          | Hardy Bingen        | Arthur Scherer         |
| 1955  | Herbert Ebbers         | Walter Becker       | Hans Brinkmann         |
| 1956  | Albert Rinn            | Norbert Psarski     | Heinz Steinzen         |
| 1957  | Guenther Debussmann    | Rolf Wolfshohl      | Heinrich Ruffenach     |
| 1958  | Rolf Wolfshohl         | Lothar Friedrich    | Guenther Debussmann    |
| 1959  | Rolf Wolfshohl         | Lothar Friedrich    | Guenther Debussmann    |
| 1960  | Rolf Wolfshohl         | Guenther Debussmann | Herbert Ebbers         |
| 1961  | Rolf Wolfshohl         | Dieter Puschel      | Klaus Ehrenberg        |
| 1962  | Rolf Wolfshohl         | Franz Allgaier      | Gerhard Schröder       |
| 1963  | Rolf Wolfshohl         | Franz Allgaier      | Gerhard Schröder       |
| 1964  | Günther Weiss          | Heinrich Ruffenach  | Manfred Rupflin        |
| 1965  | Rolf Wolfshohl         | Winfried Gottschalk | Franz Allgaier         |
| 1966  | Rolf Wolfshohl         | Karl Stähle         | Dietmar Allgaier       |
| 1967  | Rolf Wolfshohl         | Winfried Gottschalk | Jürgen Schlitzkus      |
| 1968  | Rolf Wolfshohl         | Winfried Gottschalk | Karl Stähle            |
| 1969  | Rolf Wolfshohl         | Günther Weiss       | Karl-Heinz Kunde       |
| 1970  | Rolf Wolfshohl         | Günther Weiss       | Horst Maier            |
| 1972  | Rolf Wolfshohl         | Karl-Heinz Kunde    | Dieter Puschel         |
| 1973  | Rolf Wolfshohl         | Alfred Gaida        | Karl-Heinz Küster      |
| 1977  | Klaus-Peter Thaler     | Willy Singer        | Horst Maier            |
| 1978  | Klaus-Peter Thaler     | Jürgen Kraft        | Willy Singer           |
| 1979  | Klaus-Peter Thaler     | Horst Maier         | Karl-Heinz Bohnen      |
| 1980  | Klaus-Peter Thaler     | Rolf Haller         | Klaus Thurn            |
| 1981  | Klaus-Peter Thaler     | Erwin Gaede         | Dieter Waibel          |
| 1982  | Klaus-Peter Thaler     | Raimund Dietzen     | Dieter Uebing          |
| 1983  | Dieter Uebing          | Erwin Gaede         |                        |
| 1984  | Raimund Dietzen        | Dieter Uebing       | Rudi Weber             |
| 1985  | Raimund Dietzen        | Klaus-Peter Thaler  | Dieter Uebing          |
| 1986  | Klaus-Peter Thaler     | Dieter Uebing       | Harry Schmitz          |
| 1987  | Klaus-Peter Thaler     | Volker Krukenbaum   | Dieter Uebing          |
| 1988  | Klaus-Peter Thaler     | Dieter Uebing       | Volker Krukenbaum      |
| 1989  | Mike Kluge             | Volker Krukenbaum   | Josef Meisen           |
| 1990  | Mike Kluge             | Volker Krukenbaum   | Josef Holzmann         |
| 1991  | Mike Kluge             | Josef Holzmann      |                        |
| 1992  | Mike Kluge             | Georg Bickel        | Volker Krukenbaum      |
| 1993  | Mike Kluge             | Volker Krukenbaum   |                        |
| 1994  | Ralph Berner           | Jens Schwedler      | Jörg Paffrath          |
| 1995  | Fritz Seeberger        | Jörg Arenz          | Torsten Wittig         |
| 1996  | Mike Kluge             | Ralph Berner        | Jens Schwedler         |
| 1997  | Franz-Josef Nieberding | Tobias Nestle       | Martin Weichert        |
| 1998  | Jörg Arenz             | Malte Urban         | Franz-Josef Nieberding |
| 1999  | Jörg Arenz             | Mark Eberhard       | Malte Urban            |
| 2000  | Malte Urban            | Ralph Berner        | Jörg Arenz             |
| 2001  | Tobias Nestle          | Ralph Berner        | Marc-Timo Weichert     |
| 2002  | Jens Schwedler         | Tobias Nestle       | Jens Reuker            |
| 2003  | Jens Reuker            | Maik Müller         | Jens Schwedler         |
| 2004  | Malte Urban            | Jens Schwedler      | Reto Matt              |
| 2005  | Jens Schwedler         | Johannes Sickmüller | Reto Matt              |
| 2006  | Johannes Sickmüller    | Malte Urban         | Franz-Josef Nieberding |
| 2007  | Rene Birkenfeld        | Johannes Sickmüller | Thorsten Struch        |
| 2008  | Malte Urban            | Johannes Sickmüller | Rene Birkenfeld        |
| 2009  | Philipp Walsleben      | Rene Birkenfeld     | Paul Voß               |
| 2010  | Philipp Walsleben      | Christoph Pfingsten | Paul Voß               |
| 2011  | Philipp Walsleben      | Christoph Pfingsten | Hannes Genze           |
| 2012  | Christoph Pfingsten    | Philipp Walsleben   | Marcel Meisen          |
| 2013  | Philipp Walsleben      | Marcel Meisen       | Christoph Pfingsten    |
| 2014  | Philipp Walsleben      | Marcel Meisen       | Sascha Weber           |
| 2015  | Marcel Meisen          | Sascha Weber        | Philipp Walsleben      |
| 2016  | Philipp Walsleben      | Sascha Weber        | Marcel Meisen          |
| 2017  | Marcel Meisen          | Sascha Weber        | Philipp Walsleben      |
| 2018  | Marcel Meisen          | Sascha Weber        | Manuel Müller          |
| 2019  | Marcel Meisen          | Manuel Müller       | Sascha Weber           |
| 2020  | Marcel Meisen          | Sascha Weber        | Manuel Müller          |
| 2021  | Marcel Meisen          | Manuel Müller       | Florenz Knauer         |
| 2022  | Marcel Meisen          | Jannick Geisler     | Yannick Gruner         |
| 2023  | Sascha Weber           | Marcel Meisen       | Michael Gaßner         |
| 2024  | Marcel Meisen          | Alex Brezenger      | Lukas Herrmann         |
| 2025  | Marcel Meisen          | Jonas Köpsel        | Luca Harter            |

### Amateurs
| Année | Vainqueur            | Deuxième | Troisième |
| ----- | -------------------- | -------- | --------- |
| 1967  | Karl Stähle          |          |           |
| 1968  | Karl Stähle          |          |           |
| 1969  | Karl Stähle          |          |           |
| 1970  | Wolfgang Renner      |          |           |
| 1971  | Wolfgang Renner      |          |           |
| 1972  | Wolfgang Renner      |          |           |
| 1973  | Klaus-Peter Thaler   |          |           |
| 1974  | Klaus Jördens        |          |           |
| 1975  | Klaus-Peter Thaler   |          |           |
| 1976  | Klaus-Peter Thaler   |          |           |
| 1977  | Dieter Uebing        |          |           |
| 1978  | Ekkehard Teichreber  |          |           |
| 1979  | Dieter Uebing        |          |           |
| 1980  | Reimund Dietzen      |          |           |
| 1981  | Reimund Dietzen      |          |           |
| 1982  | Jörgfried Schleicher |          |           |
| 1983  | Frank Ommer          |          |           |
| 1984  | Mike Kluge           |          |           |
| 1985  | Mike Kluge           |          |           |
| 1986  | Mike Kluge           |          |           |
| 1987  | Mike Kluge           |          |           |
| 1988  | Mike Kluge           |          |           |
| 1989  | Georg Bickel         |          |           |
| 1990  | Georg Bickel         |          |           |
| 1991  | Georg Bickel         |          |           |
| 1992  | Ralph Berner         |          |           |
| 1993  | Ralph Berner         |          |           |

### Moins de 23 ans
| Année | Vainqueur             | Deuxième                 | Troisième          |
| ----- | --------------------- | ------------------------ | ------------------ |
| 1998  | Stefan Kupfernagel    | Christian Wegmann        | Steffen Weigold    |
| 1999  | Steffen Weigold       | Stefan Kupfernagel       | Marcus Klausmann   |
| 2000  | Steffen Weigold       | Hannes Genze             | Björn Schröder     |
| 2001  | Hannes Genze          | Björn Schröder           | Leo Karstens       |
| 2002  | Leo Karstens          | Björn Schröder           | Hannes Genze       |
| 2003  | Thorsten Struch       | Daniel Olszewski         | Jochen Uhrig       |
| 2004  | Thorsten Struch       | Johannes Sickmüller (de) | André Greipel      |
| 2005  | Finn Heitmann         | Paul Voss                | Karl Schoknecht    |
| 2006  | Thorsten Struch       | Felix Gniot (de)         | Karl Schoknecht    |
| 2007  | Philipp Walsleben     | Sascha Wagner            | Finn Heitmann      |
| 2008  | Marcel Meisen         | Yannik-Johannes Tiedt    | Ole Quast          |
| 2009  | Sascha Weber          | Marcel Meisen            | Ole Quast          |
| 2010  | Sascha Weber          | Marcel Meisen            | Fabian Danner      |
| 2011  | Ole Quast             | Marcel Meisen            | Max Walsleben      |
| 2012  | Michael Schweizer     | Yannick Mayer            | Yannick Eckmann    |
| 2013  | Markus Schulte-Lünzum | Jannick Geisler          | Silvio Herklotz    |
| 2014  | Felix Drumm           | Julian Schelb            | Yannick Gruner     |
| 2015  | Felix Drumm           | Yannick Gruner           | Silvio Herklotz    |
| 2016  | Felix Drumm           | Max Lindenau             | Yannick Gruner     |
| 2017  | Lukas Baum            | Lukas Meiler             | Manuel Müller      |
| 2018  | Maximilian Möbis      | Frederik Hähnel          | Paul Lindenau      |
| 2019  | Luca Bockelmann       | Pascal Tömke             | Poul Rudolph       |
| 2020  | Tom Lindner           | Maximilian Möbis         | Maximilian Krüger  |
| 2021  | Pascal Tömke          | Tim Wollenberg           | Florian Hamm       |
| 2022  | Pascal Tömke          | Fabian Eder              | Jasper Levi Pahlke |
| 2023  | Hannes Degenkolb      | Fabian Eder              | Benjamin Krüger    |
| 2024  | Hannes Degenkolb      | Fabian Eder              | Silas Kuschla      |
| 2025  | Fabian Eder           | Eike Behrens             | Hannes Degenkolb   |

### Juniors
| Année | Vainqueur            | Deuxième                | Troisième           |
| ----- | -------------------- | ----------------------- | ------------------- |
| 1991  | Christian Müller     |                         |                     |
| 1994  | Jan Jansen           | Marcus Klausmann        | Stefan Kupfernagel  |
| 1995  | Stefan Kupfernagel   | Marcus Klausmann        | René Obst           |
| 1996  | Karsten Worner       | Uwe-Michael Fohrmeister | Jonas Owczarek (de) |
| 1997  | Torsten Hiekmann     | Steffen Weigold         | Björn Schröder      |
| 1998  | Tilo Schüler (de)    | Jens-Oliver Betz        | Jochen Kass         |
| 1999  | Hannes Genze         | Jochen Kass             | Leo Karstens        |
| 2000  | Sven Haussler        | Leo Karstens            | Markus Spanke       |
| 2001  | Thorsten Struch      | Felix Schmidt           | Jens Petroll        |
| 2002  | Felix Gniot (de)     | Benjamin Hill           | Jens Petroll        |
| 2003  | Benjamin Hill        | Finn Heitmann           | Jan Krüger          |
| 2004  | Paul Voss            | Philipp Walsleben       | Christoph Pfingsten |
| 2005  | Philipp Walsleben    | Christoph Pfingsten     | Sascha Wagner       |
| 2007  | Ole Quast            | Max Walsleben           | Josef Rauber        |
| 2008  | Fabian Danner        | Josef Rauber            | Max Walsleben       |
| 2009  | Michael Schweizer    | Yannick Mayer           | Jasha Sütterlin     |
| 2010  | Jannick Geisler (de) | Wenzel Böhm-Gräber      | Jasha Sütterlin     |
| 2011  | Silvio Herklotz      | Yannick Eckmann         | Julian Lehmann      |
| 2012  | Silvio Herklotz      | Felix Drumm             | Johannes Siemermann |
| 2013  | Marco König          | Manuel Müller           | Paul Lindenau       |
| 2014  | Ludwig Cords         | Steven Schreiber        | Paul Lindenau       |
| 2015  | Ludwig Cords         | Raphael Schröder        | Tarik Haupt         |
| 2016  | Maximilian Möbis     | Niklas Märkl            | Poul Rudolph        |
| 2017  | Niklas Märkl         | David Westhoff-Wittwer  | Tim Wollenberg      |
| 2018  | Tom Lindner          | David Westhoff-Wittwer  | Tim Wollenberg      |
| 2019  | Tom Lindner          | Marco Brenner           | Henri Uhlig         |
| 2020  | Marco Brenner        | Jasper Levi Pahlke      | Tim Neffgen         |
| 2021  | Fabian Eder          | Daniel Schrag           | Moritz Rossner      |
| 2022  | Silas Kuschla        | Hannes Degenkolb        | Benjamin Krüger     |
| 2023  | Louis Leidert        | Eike Behrens            | Toni Albrecht       |
| 2024  | Benedikt Benz        | Max Einer Oertzen       | Pepe Albrecht       |
| 2025  | Benedikt Benz        | Tobias Schreiber        | Anton Kochanowski   |

## Palmarès féminin

### Élites
| Année | Vainqueur         | Deuxième                 | Troisième                |
| ----- | ----------------- | ------------------------ | ------------------------ |
| 2000  | Hanka Kupfernagel | Ann Grande-Knapp         | Regina Marunde           |
| 2001  | Hanka Kupfernagel | Nicole Kampeter-Kottkamp | Irene Pfab               |
| 2002  | Hanka Kupfernagel | Birgit Hollmann          | Agnes Morath             |
| 2003  | Birgit Hollmann   | Hanka Kupfernagel        | Regina Marunde           |
| 2004  | Hanka Kupfernagel | Birgit Hollmann          | Katrin Helmcke           |
| 2005  | Hanka Kupfernagel | Sabine Spitz             | Nicole Kampeter-Kottkamp |
| 2006  | Hanka Kupfernagel | Birgit Hollmann          | Nicole Kampeter-Kottkamp |
| 2007  | Hanka Kupfernagel | Birgit Hollmann          | Susanne Juranek          |
| 2008  | Hanka Kupfernagel | Stephanie Pohl           | Birgit Hollmann          |
| 2009  | Hanka Kupfernagel | Sabrina Schweizer        | Claudia Seidel           |
| 2010  | Hanka Kupfernagel | Elisabeth Brandau        | Martina Zwick            |
| 2011  | Hanka Kupfernagel | Sabine Spitz             | Sabrina Schweizer        |
| 2012  | Hanka Kupfernagel | Trixi Worrack            | Sabrina Schweizer        |
| 2013  | Trixi Worrack     | Sabrina Schweizer        | Lisa Heckmann            |
| 2014  | Hanka Kupfernagel | Elisabeth Brandau        | Lisa Heckmann            |
| 2015  | Jessica Lambracht | Lisa Heckmann            | Sabine Spitz             |
| 2016  | Elisabeth Brandau | Jessica Lambracht        | Lisa Heckmann            |
| 2017  | Jessica Lambracht | Stefanie Paul            | Lisa Heckmann            |
| 2018  | Elisabeth Brandau | Jessica Walsleben        | Luisa Beck               |
| 2019  | Elisabeth Brandau | Hanka Kupfernagel        | Stefanie Paul            |
| 2020  | Elisabeth Brandau | Kim Anika Ames           | Stefanie Paul            |
| 2021  | Elisabeth Brandau | Caroline Schiff          | Lisa Heckmann            |
| 2022  | Elisabeth Brandau | Lisa Heckmann            | Stefanie Paul            |
| 2023  | Judith Krahl      | Lisa Heckmann            | Stefanie Paul            |
| 2024  | Elisabeth Brandau | Judith Krahl             | Lisa Heckmann            |
| 2025  | Elisabeth Brandau | Judith Krahl             | Lisa Heckmann            |

### Moins de 23 ans
| Année | Vainqueur          | Deuxième           | Troisième                  |
| ----- | ------------------ | ------------------ | -------------------------- |
| 2017  | Larissa Luttuschka | Lucille Rutsch     | Nina Küderle               |
| 2018  | Nina Küderle       | Emma Eydt          | Katharina-Julia Hinz       |
| 2019  | Emma Eydt          | Larissa Luttuschka | Clea Seidel                |
| 2020  | Judith Krahl       | Emma Eydt          | Nina Küderle               |
| 2021  | Judith Krahl       | Clea Seidel        | Sunny-Angelina Geschwender |
| 2022  | Judith Krahl       | Clea Seidel        | Sina Van Thiel             |
| 2023  | Sina Van Thiel     | Clea Seidel        | Isabel Kämpfert            |
| 2024  | Sina Van Thiel     | Janike Maira Lode  | Clea Seidel                |
| 2025  | Sina Van Thiel     | Kaija Budde        | Natalie Kaufmann           |

### Juniors
| Année | Vainqueur         | Deuxième                   | Troisième                  |
| ----- | ----------------- | -------------------------- | -------------------------- |
| 2020  | Clea Seidel       | Sunny-Angelina Geschwender | Johanna Theobald           |
| 2021  | Sina Van Thiel    | Isabel Kämpfert            | Marla Sigmund              |
| 2022  | Jule Märkl        | Miriam Zeise               | Janika Maira Lode          |
| 2023  | Messane Bräutigam | Judith Friederike Rottmann | Jule Märkl                 |
| 2024  | Keija Budde       | Messane Bräutigam          | Judith Friederike Rottmann |
| 2025  | Klara Dworatzek   | Emma Gasthauer             | Clara Haueis-Robinson      |

## Sources
- Palmarès masculin
- Palmarès moins de 23 ans masculin
- Palmarès féminin
- Palmarès moins de 23 ans féminin